# Lista siturilor arheologice din județul Hunedoara - Ț
Lista siturilor arheologice din județul Hunedoara - Ț conține toate siturile arheologice din județul Hunedoara înscrise în Repertoriul Arheologic Național (RAN) și aflate în localități al căror nume începe cu litera Ț. RAN este administrat de Ministerul Culturii și Patrimoniului Național și cuprinde date științifice, cartografice, topografice, imagini și planuri, precum și orice alte informații privitoare la zonele cu potențial arheologic, studiate sau nu, încă existente sau dispărute.
Puteți căuta un sit din localitățile care încep cu litera Ț folosind formularul de mai jos sau puteți naviga prin toate siturile din județ la Lista siturilor arheologice din județul Hunedoara.
| Cod RAN     | Denumire                                                                                                   | Localitate                     | Adresă        | Datare   | Descoperit | Coordonate                                    | Imagine           | Erori            |
| ----------- | --- | ------------------------------ | ------------- | -------- | ---------- | --------------------------------------------- | ----------------- | ---------------- |
| 87825.01.01 | Așezarea preistorică de la Țebea - Ruști / ansamblu anonim (Categorie: locuire) (Tip: Așezare)             | sat Țebea, comuna Baia de Criș | Ruști         | Șoimuș   |            | 46°09′35″N 22°43′23″E / 46.15986°N 22.72302°E | Încărcați imagine | Raportați eroare |
| 87825.01.02 | Așezarea preistorică de la Țebea - Ruști / ansamblu anonim (Categorie: locuire) (Tip: Așezare)             | sat Țebea, comuna Baia de Criș | Ruști         | Coțofeni |            | 46°09′35″N 22°43′23″E / 46.15986°N 22.72302°E | Încărcați imagine | Raportați eroare |
| 87825.02.01 | Situl arheologic de la Țebea - Dealul Măgura / ansamblu anonim (Categorie: exploatare/carieră) (Tip: Mină) | sat Țebea, comuna Baia de Criș | Dealul Măgura |          |            | 46°09′47″N 22°41′22″E / 46.163°N 22.68942°E   | Încărcați imagine | Raportați eroare |
| 87825.02.02 | Situl arheologic de la Țebea - Dealul Măgura / ansamblu anonim (Categorie: exploatare/carieră) (Tip: Mină) | sat Țebea, comuna Baia de Criș | Dealul Măgura |          |            | 46°09′47″N 22°41′22″E / 46.163°N 22.68942°E   | Încărcați imagine | Raportați eroare |